# Щербович-Вечер, Андрей Георгиевич
Андрей Георгиевич Щербович-Вечер (род. 20 июня 1961) — советский и российский актёр театра и кино, режиссёр, сценарист, публицист, продюсер, монтажёр.

## Биография
С 1979 по 1981 служил в рядах советской армии. В 1981 поступил и в 1985 окончил актёрский факультет Ярославского театрального училища при Академическом театре имени Ф. Г. Волкова (курс С. К. Тихонова). В 2005 окончил продюсерский факультет ВКСР (мастерская В. В. Арсеньева). С 1985 по 1986 был матросом рыболовецкого флота в Мурманске. С 1986 по 1990 являлся актёром Вологодского ТЮЗа, Московского драматического театра им. К. С. Станиславского, Московского театра–студии «Гротеск», Творческих мастерских Союза театральных деятелей РСФСР. С 1990 по 1992 работал директором-распорядителем кинообъединения «Москва». С 1992 по 1993 главный продюсер студии «Ферзь». С 1993 по 1995 генеральный директор АОЗТ «Северо-восточная компания». С 1996 по 1997 директор программ Ярославской теле-радио-компании «Центр-ТВ». С 1997 по 2003 продюсер на телевидении и в кино, журналист, политический консультант.

## Творчество

### Работы в кино
- 1983 — Такая жёсткая игра — хоккей
- 1988 — Брызги шампанского
- 1988 — Шаг
- 1989 — Беспредел[1]
- 1990 — Привал странников
- 1990 — Последняя осень
- 1990 — Аферисты
- 1991 — Люми[2][3]
- 1991 — Знаменитости на Тюдор-стрит
- 1992 — Чтобы выжить[англ.]
- 1993 — Серые волки
- 1994 — Чёрные береты
- 1995 — Чем чёрт не шутит
- 1996 — Легенда о Медвежьем угле
- 2003 — Сыщики-2
- 2004 — Время жестоких
- 2006 — Тюрьма особого назначения
- 2007 — Эксперты
- 2009 — Диагноз: любовь
- 2012 — Ископаемый

### Режиссёрские работы
- 1995 — Чем чёрт не шутит
- 1996 — Легенда о Медвежьем угле
- 2011 — Госпиталь
- 2011 — Дневник доктора Зайцевой[4]
- 2012 — Ископаемый

### Продюсерские работы
- 1996 — Легенда о Медвежьем угле
- 2009 — Диагноз: любовь
- 2010 — Белый песок
- 2011 — Госпиталь

### Монтаж
- 2011 — Госпиталь
- 2012 — Ископаемый

### Сценарии
- 1995 — Чем чёрт не шутит
- 1996 — Легенда о Медвежьем угле
- 2012 — Ископаемый

### Публицистика
- 1996 — «Страсти по Быку»
- 1997 — «Сто минут в прямом эфире»
- 1999 — 2000 — «Губерния»
- 2000 — «Оборотни»
- 2000 — «Шакалы»
- 2000 — «Исповедь помора»

## Семья
- Жена — О. И. Щербович-Вечер (род. 14 сентября 1964), актриса Московского государственного театра кукол «Жар-Птица», заслуженная артистка России (2007).
- Сын — С. А. Щербович-Вечер (род. 15 сентября 1987), продюсер и директор по производству ГПМ РТВ.[5]